# ミクリガイ属
ミクリガイ属（ミクリガイぞく、Siphonalia）はエゾバイ上科に属する巻貝の属で、日本近海の砂底に生息する。肉食。

## 形態
貝殻はやや太った紡錘形で、螺塔の肩に結節が並ぶ種が多い。殻高は約5cm以下の種が多く、殻口は殻高の半分程度まで広く開く。水管溝は太短く、背側へ反ることが多い。蓋は角質で、殻口よりも小さい。殻口内壁に細い襞が並ぶ。歯舌は中央の小さい3尖歯と両側に大きい3尖歯。唾液腺の他に食道に沿って発達したライプライン腺をもつ。

## 生態
比較的暖かい浅海の砂底に棲む。長い水管を貝殻の水管溝から上方向に突き出す。肉食。貝殻の腹側に卵嚢を産みつける。

## 分布
ほぼ日本特産の属で、主に本州陸奥湾から東シナ海、台湾にかけての水深10-300mの砂底に分布。

## 系統発生
ミクリガイ属関連の系統分岐図の一部の一例を下に示す。

## 種類
ミクリガイ属Siphonaliaに分類されている種の主なものを以下に記した
。
- Siphonalia aspersa Kuroda & Habe, 1961 アラボリミクリ、紀伊半島-四国の沖水深100-200m。
- Siphonalia callizona Kuroda & Habe, 1961 トウガタミクリ、細い。四国沖の水深100-200m。
- Siphonalia cassidariaeformis  (Reeve, 1846)[12] ミクリガイ。本州から朝鮮半島, 中国沿岸、水深10-300m 砂底。
- Siphonalia concinna A. Adams, 1863 ミカドミクリ。相模湾-四国沖の水深約100m。
- Siphonalia declivis Yokoyama, 1926† 静岡県鮮新世の掛川層群に産出[13]
- Siphonalia fusoides  (Reeve, 1846)  トウイト（ウスイロミクリ）。本州-東シナ海、水深10-100mの砂底。
- Siphonalia hirasei Kuroda & Habe, 1961 ヒラセミクリ。遠州灘-土佐湾、水深100-150mの細砂底。
- Siphonalia kikaigashimana Y. Hirase, 1908 キカイミクリガイ。喜界島。
- Siphonalia kuronoi T. C. Lan & Goto, 2004
- Siphonalia modificata (Reeve, 1846)  セコボラ、太い。房総半島-九州、水深20-50mの砂底。
- Siphonalia pfefferi G. B. Sowerby III, 1900[14] シマアラレミクリ、紀伊半島以南、水深10-50mの砂底。
- Siphonalia signum  (Reeve, 1846) シマミクリ。房総半島以南、水深約10mの砂底。
- Siphonalia soyomaruae Okutani, 1972[注釈 2]
- Siphonalia spadicea (Reeve, 1847)[15] マユツクリ。螺塔が鋭角で高い。北海道南部-台湾の水深20-250m。
- Siphonalia trochulus (Reeve, 1846) ミオツクシ。房総半島-九州, 10-50m砂底。
- Siphonalia vanattai Pilsbry, 1905) ヒメミクリ[16]。奄美大島, 与那国島, 水深50mの砂底。
- Siphonalia yonabaruensis MacNeil, 1961†[17]

他の属へ移された種を記す。
- Siphonalia dilatata (Quoy & Gaimard, 1833) ⇒ Penion sulcatus  (Lamarck, 1816)
- Siphonalia kelletti ⇒ Kelletia kelletii (Forbes, 1852) アメリカミガキボラ、米西岸[18]
- Siphonalia laddi MacNeil, 1961 ⇒Manaria kuroharai Azuma, 1960 クロハライトマキシワバイ、土佐湾沖180m深[19]
- Siphonalia maxima ⇒ Penion maximus (Tryon, 1881) オーストラリア東岸
- Siphonalia nodosa (Martyn, 1784) ⇒ Austrofusus glans (Röding, 1798) (下記)
- Siphonalia oligostira Tate, 1891 ⇒ Penion mandarinus (Duclos, 1832)  オーストラリア南東沿岸。
- Siphonalia subdilatata ⇒ Neptunea subdilatata (T. C. Yen, 1936)  黄海潮下帯。

種名が「*ミクリ」と呼ばれるがミクリガイ属Siphonaliaには属さない種を示す。
- Austrofusus glans (Röding, 1798) イボミクリガイ[18] ニュージーランドの潮下帯の砂上に普通。
- Siphonofusus walleri = Euthria walleri (Ladd, 1976) ツヤオナガミクリガイ[18] 熱帯西太平洋沖。

## 化石
静岡県の掛川層群や沖縄の鮮新世の地層からミクリガイ属の化石が見つかっている。

## 人との関係
江戸時代末期の武蔵石壽による『六百介品』に「三繰介」が紹介されている。シマミクリなどミクリガイ類はとても美味しい。バイ籠で獲れることがあるが、ほとんど市場には出回らない。